# قاسملو (سمیرم)
قاسملو، روستایی از توابع بخش پادنا علیا شهرستان سمیرم در استان اصفهان ایران است.

## جمعیت
بر پایه سرشماری سال ۱۳۹۵ ، روستای قاسملو ، ۲۹۷ نفر جمعیت دارد

## دیدنی‌ها
چشمه خونیار:

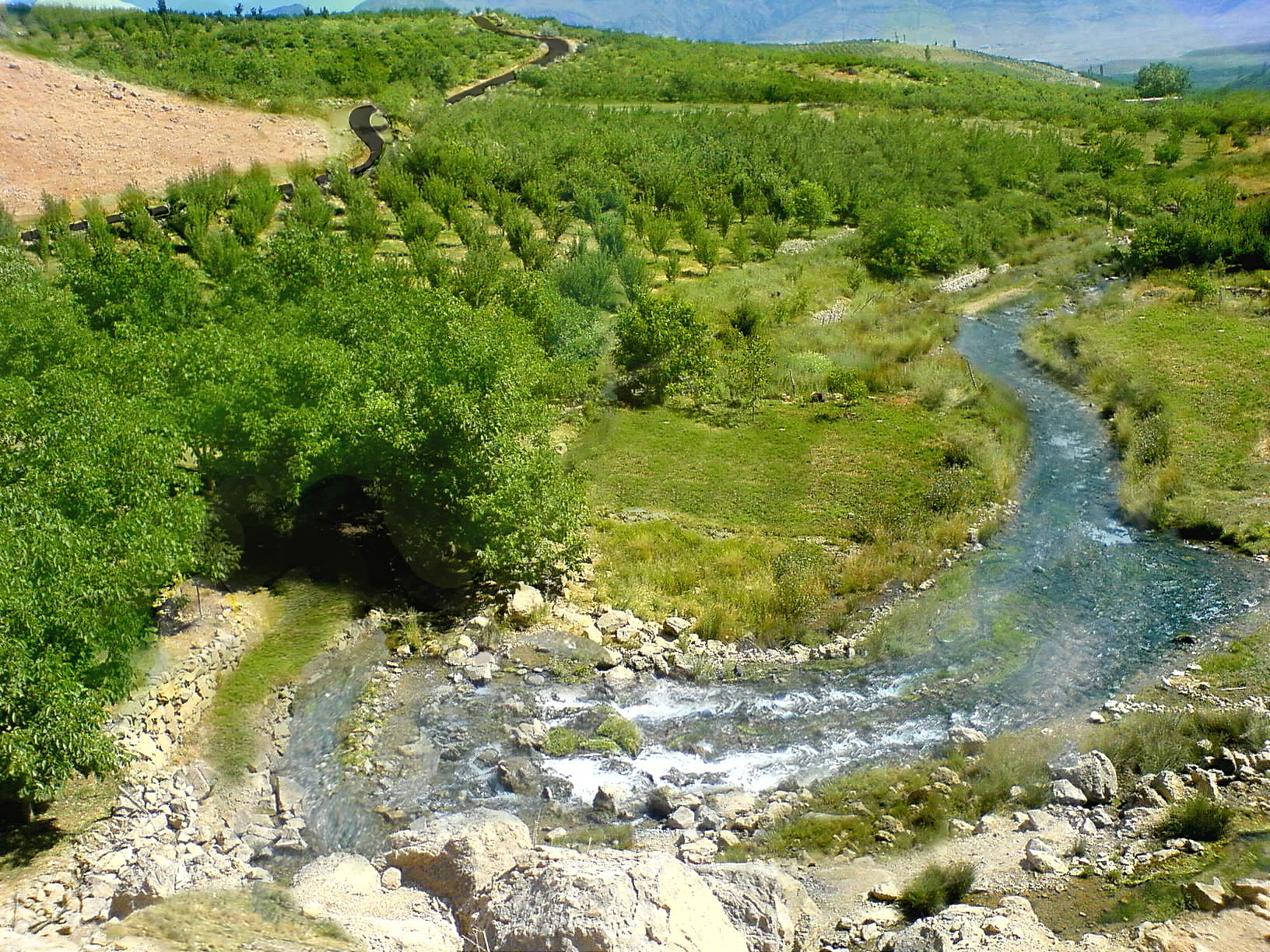
چشمه خونیار قاسملو، فروردین ماه ۱۳۸۵

این چشمه در روستای قاسملو در بخش پادنا علیا و در دامن کوه دنا واقع شده و آب آن به دلیل اینکه از یخچال‌های برفی دنا سرچشمه می‌گیرد بسیار گوارا و خنک است.
آبی که از این چشمه می‌جوشد رودخانه قاسملو را تشکیل می‌دهد و درختان سیب منطقه قاسملو را آبیاری می‌کند. وجود درختان سیب، کوه‌های سربه فلک کشیده دنا و نسیمی که از دنا می‌وزد این منطقه را بسیار زیبا و دیدنی کرده‌است.

## مردم
اهالی روستای قاسملو از ایل قشقایی ، طایفه فارسیمدان هستند و به زبان ترکی قشقایی سخن می گویند.